# Diabrotica barberi
Pour les articles homonymes, voir Barberi.
Chrysomèle du maïs, Chrysomèle des racines du maïs
Espèce
Diabrotica barberi, communément appelé la Chrysomèle des racines du maïs ou la Chrysomèle du maïs (en anglais, Northern corn rootworm), est une espèce d'insectes coléoptères nuisibles de la famille des Chrysomelidae qui se rencontre depuis le centre des États-Unis jusqu'au Sud-Est du Canada.
Ce petit insecte vit dans les champs, particulièrement dans les cultures de maïs, où il peut occasionner de grands dommages.

## Description
Sa livrée est jaune verdâtre à vert lime. Sa tête est petite, quelque peu effilée, et maculée de vert orangeâtre. Ses antennes atteignent le 2/3 du corps. Elles sont fines, la base antennaire jaune blanchâtre, les autres antennomères brun moyen à brun foncé. Son pronotum est vert pâle, très luisant, presque rectangulaire et nettement plus large que la tête. Ses élytres fermés sont parallèles, la partie centrale étant légèrement bombée. Sa couleur varie généralement du jaune verdâtre à vert pomme. La pointe apicale de l'abdomen dépasse un peu les élytres. Le fémur est blanc verdâtre, le tibia et le tarse noirâtres.

## Répartition
Il est commun depuis les Grands Lacs jusqu’à l’État de New York, incluant le Sud du Québec et de l’Ontario. Il est présent dans le Sud des États-Unis, depuis le Colorado au Texas jusqu’au Tennessee.

## Cycles
Les œufs nécessitent le froid pour induire la diapause, mais peuvent également éclore en automne, lorsque le climat est chaud et se prolonge.
La durée de développement des larves varie en fonction de la température. Lorsque la température est optimale, soit 18 à 20 °C, la larve atteint sa maturité 65 jours après l'éclosion. Le stade nymphal serait nettement court.
Une fois adulte, Diabrotica barberi demeure très actif durant la journée, soit de l’aube jusqu’au crépuscule.

## Alimentation
Sa larve se nourrit surtout des racines de maïs. Une fois adulte, il opte pour les feuilles et les styles du maïs, mais également d’autres plantes de la famille des Asteraceae, Cucurbitaceae, Fabaceae et Poaceae.

## Espèces nuisibles
Diabrotica barberi et Diabrotica virgifera sont deux espèces apparentées qui vivent surtout sur le maïs. Ces deux espèces sont considérées parmi les insectes les plus ravageurs pour le maïs corné, notamment dans le Centre-Nord des États-Unis et au Centre-Sud du Canada. Les pertes en récoltes et les coûts engendrés pour les moyens de contrôle s'élevaient à près d'un milliard de dollars US en 1986.

## Confusion
Diabrotica barberi peut notamment être confondu avec :
- Pachybrachis subfasciatus, qui s'en distingue par son pronotum dépourvu de taches ;
- Pachybrachis tridens, qui s'en distingue par son pronotum blanc, maculé de trois taches ;
- Cryptocephalus quadruplex.

## Galerie

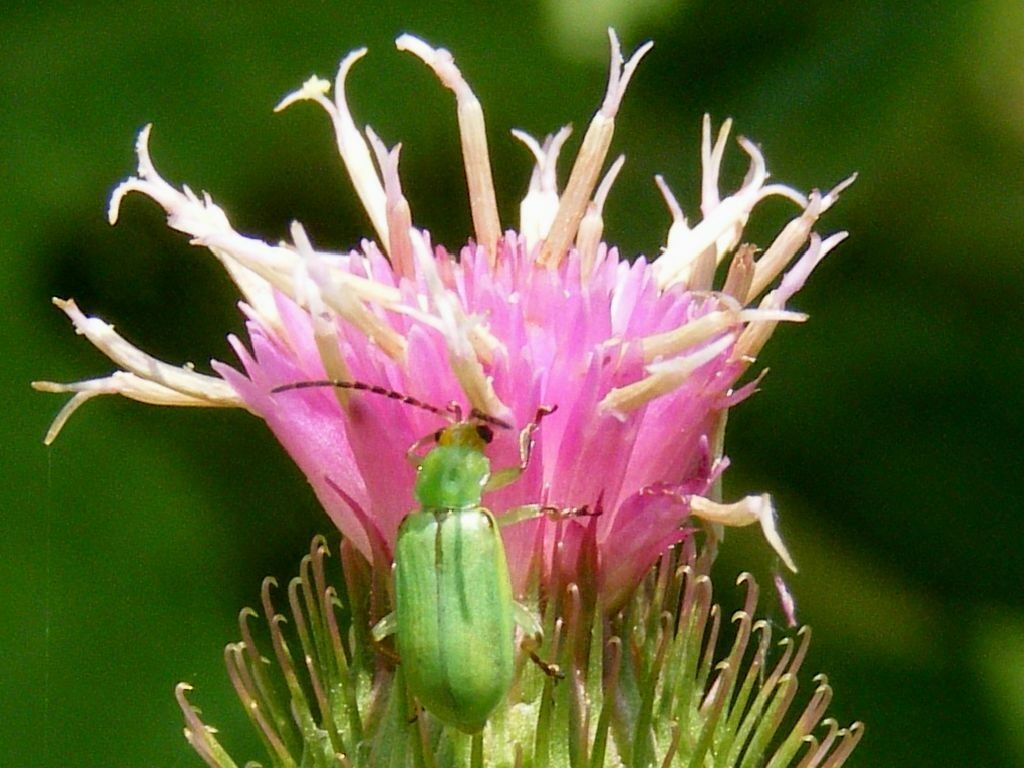
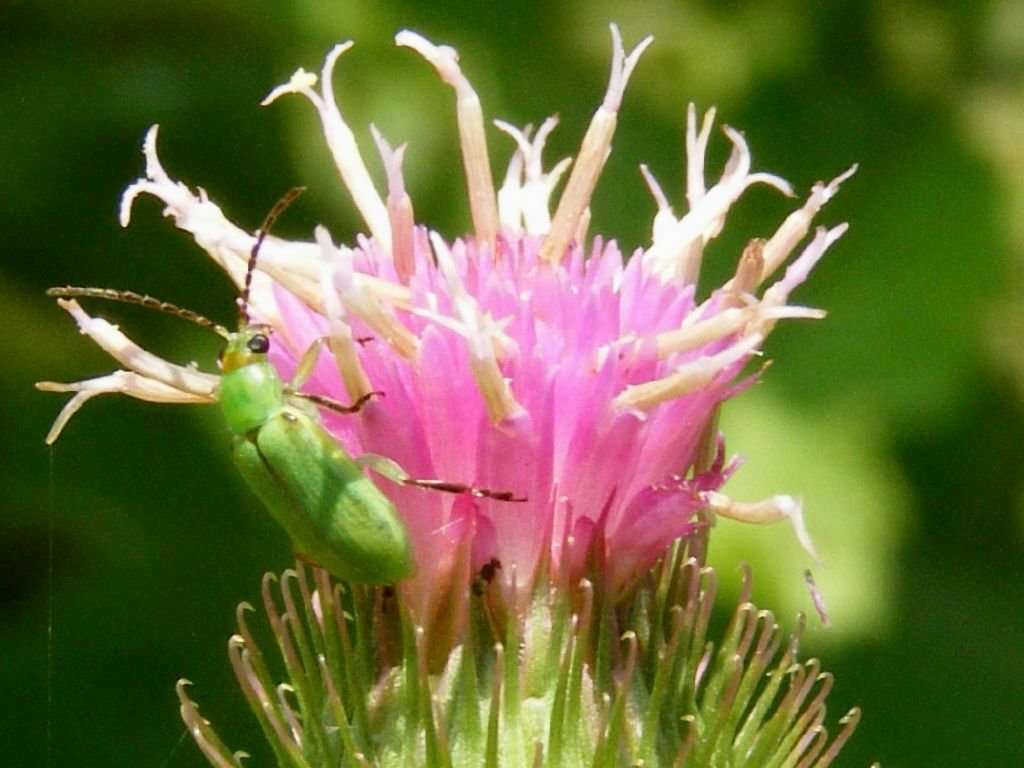
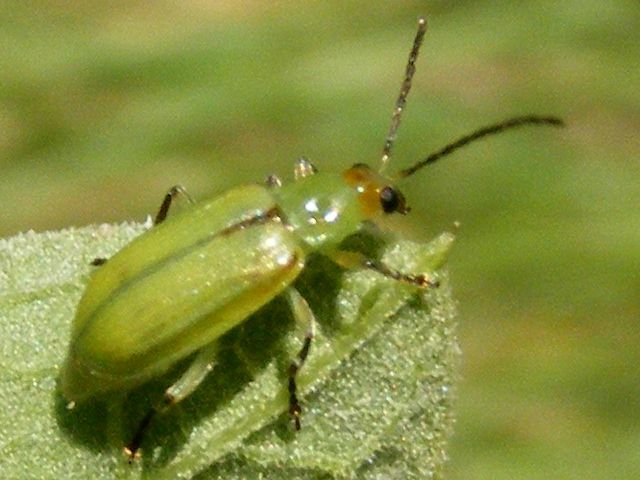